# Большехвостый дикобраз
Большехвостый дикобраз или азиатский кистехвостый дикобраз (Atherurus macrourus) — представитель рода кистехвостых дикобразов (Atherurus) из семейства дикобразовых (Hystricidae).

## Ареал
Населяет юго-восточную Азию, в странах: Бангладеш, Китай (Хайнань, Хубэй, Сычуань, Юньнань), Индия (Ассам), Бутане, Лаос, Малайзия, Мьянма, Таиланд, Вьетнам. Встречается в субтропических и тропических горных лесах. Он обитает на лесной подстилке, часто в областях с обильным подлеском, перемежающимся тростниковыми и бамбуковыми зарослями и пальмами.

## Наружная морфология
Грызун стройного телосложения, с характерным длинным хвостом (легко отрывающимся), заканчивающимся пучком щетины. Вес: 1–4 кг,  длина тела 40.1–54.6 см, хвост длиной 15–25 см. Тело почти полностью покрыто иглами, хотя вины более мягкие на голове, ногах и нижней части тела. Самые длинные шипы расположены по центру спины. Тело от черно-коричневого до серо-коричневого на верхней части тела; отдельные волоски имеют беловатые кончики; нижняя часть тела от грязно-белого до светло-коричневого цвета. Конечности короткие и толстые, уши короткие и округлые. Имеет частично перепончатые лапы (для плавания).

## Размножение
Он строит норы, в которых могут жить до трех животных. Самка производит один или два помета в год из одного детеныша после периода беременности от 100 до 110 дней.

## Поведение
Ночной вид, иногда живущий группами. Эти группы имеют общие тропы, общие уборные, места питания, территории и убежища. В одном исследовании с использованием фотоловушек было обнаружено, что дикобраз обычно питается ночью с единственным пиком активности в течение трехчасового периода до полуночи. Чтобы избежать хищников в ночное время при полной луне, добыча пищи ограничивается рассветом и закатом.
Способны лазить по деревьям, быстро бегать и прыгать в высоту до 1 м. Основные враги: леопарды, крупные совы, змеи и люди. В течение дня обычно скрывается в жилище, расположенном в отверстии между корнями деревьев, скалистом ущелье, термитнике, пещере или эрозионной полости.

## Охрана
Этот вид, известный как один из самых редких дикобразов в Южной Азии, находится под защитой Приложения II Закона о защите дикой природы Индии, хотя и не внесен в список СИТЕС. Он был зарегистрирован в национальном парке Намдапха в Аруначал-Прадеше, Индия. Он присутствует в ряде охраняемых территорий Юго-Восточной Азии.